# Komunitní rada Brooklynu 15
Komunitní rada Brooklynu 15 (Brooklyn Community Board 15) je komunitní rada v Brooklynu v New Yorku.
Zahrnuje části Sheepshead Bay, Manhattan Beach, Kings Bay, Gerritsen Beach, Kings Highway, East Gravesend, Madison, Homecrest a Plum Beach. Ohraničuje ji na severu Corbin Place, Coney Island Avenue, Avenue Y, 86. ulice, Avenue U a MacDonald Avenue, Avenue P a Kings Highway, na východě Nostrand Avenue a Marine Park a na jihu Atlantský oceán. Předsedou je Jeremiah P. O'Shea a správcem Ben Akselrod. Má rozlohu 4,9 km² a v roce 2000 zde žilo 160 319 obyvatel.